# Малокарачаевский район
Малокарача́евский райо́н — административно-территориальная единица и муниципальное образование (муниципальный район) в составе Карачаево-Черкесской Республики Российской Федерации.
Административный центр — село Учкекен.

## География

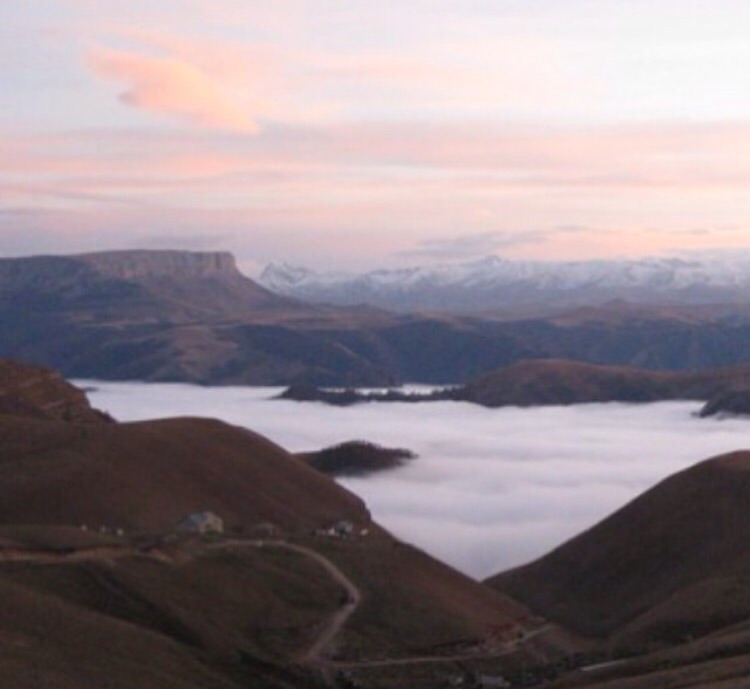
Район горы Шиджатмаз у границы КЧР и КБР

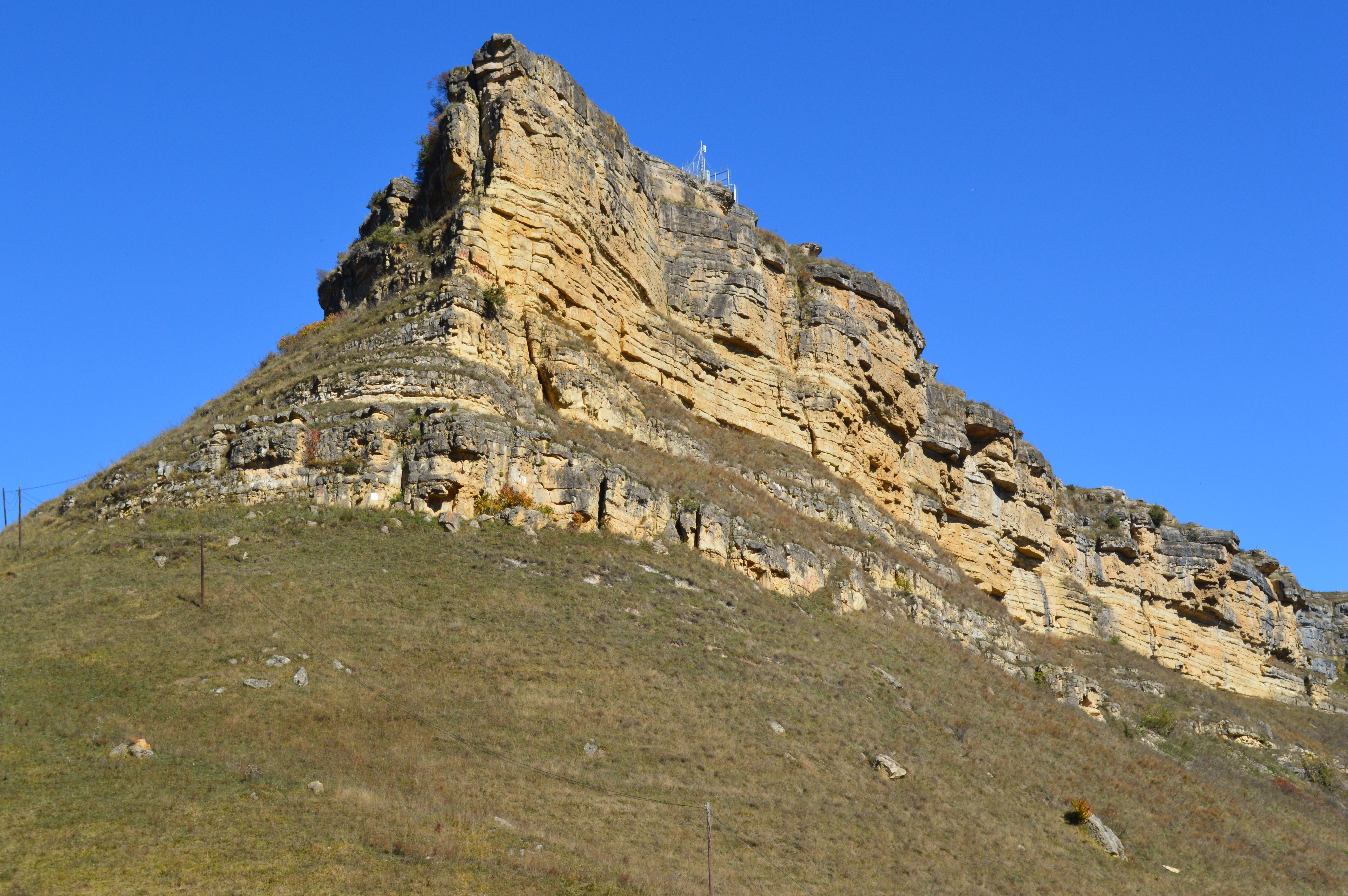
Скала Указатель у Медовых водопадов

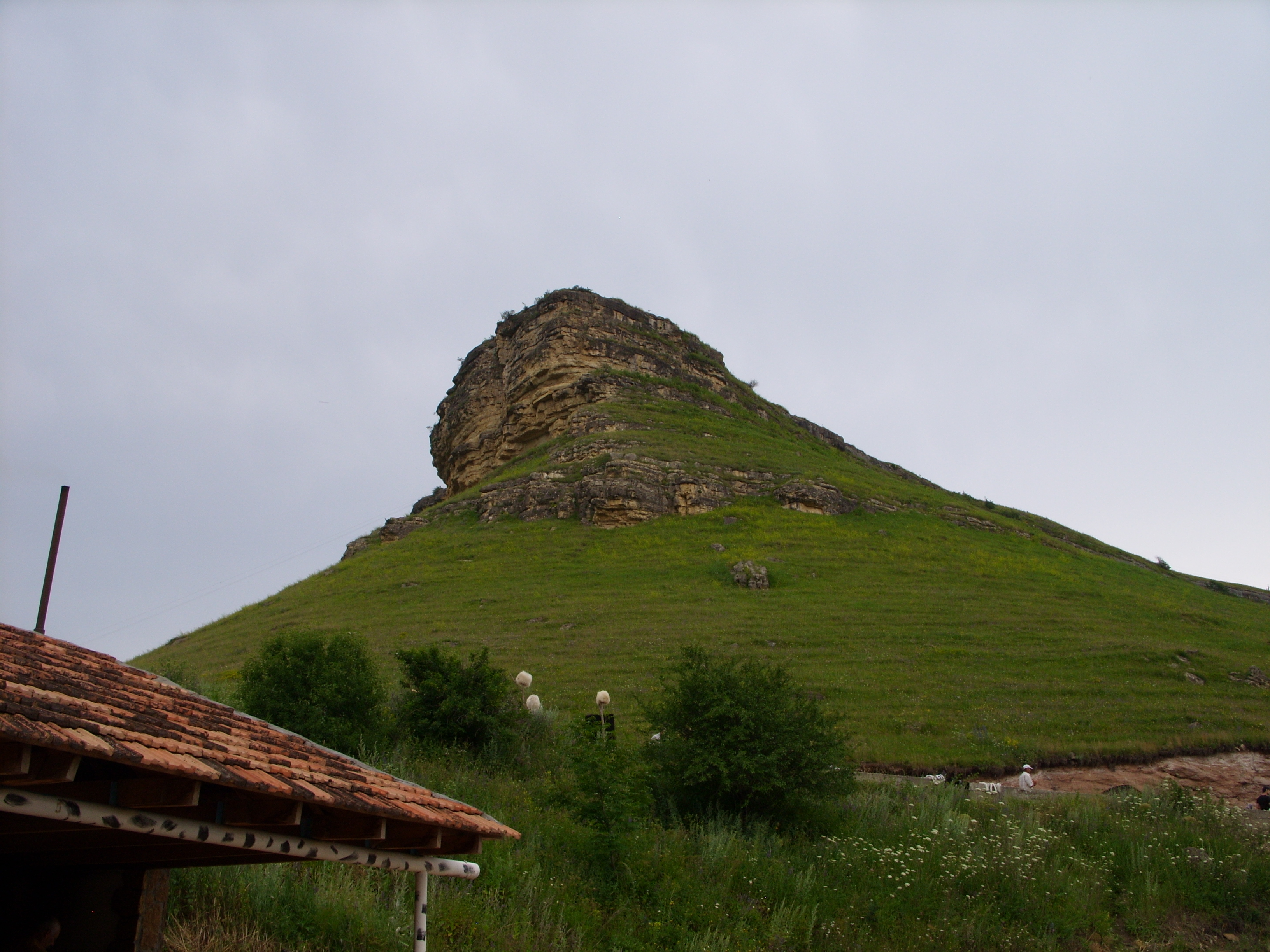
Гора возле Медовых водопадов

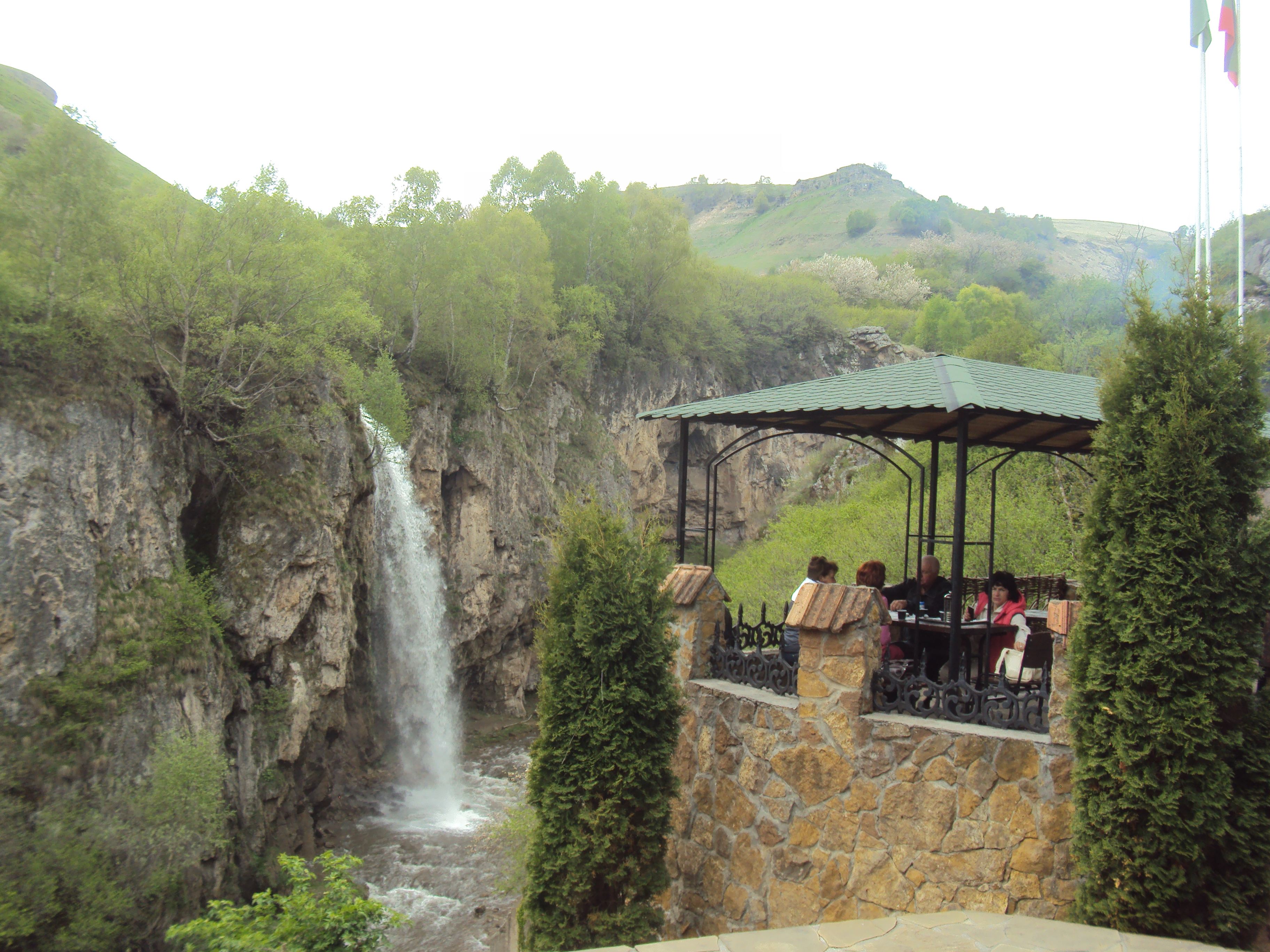
На Медовых водопадах

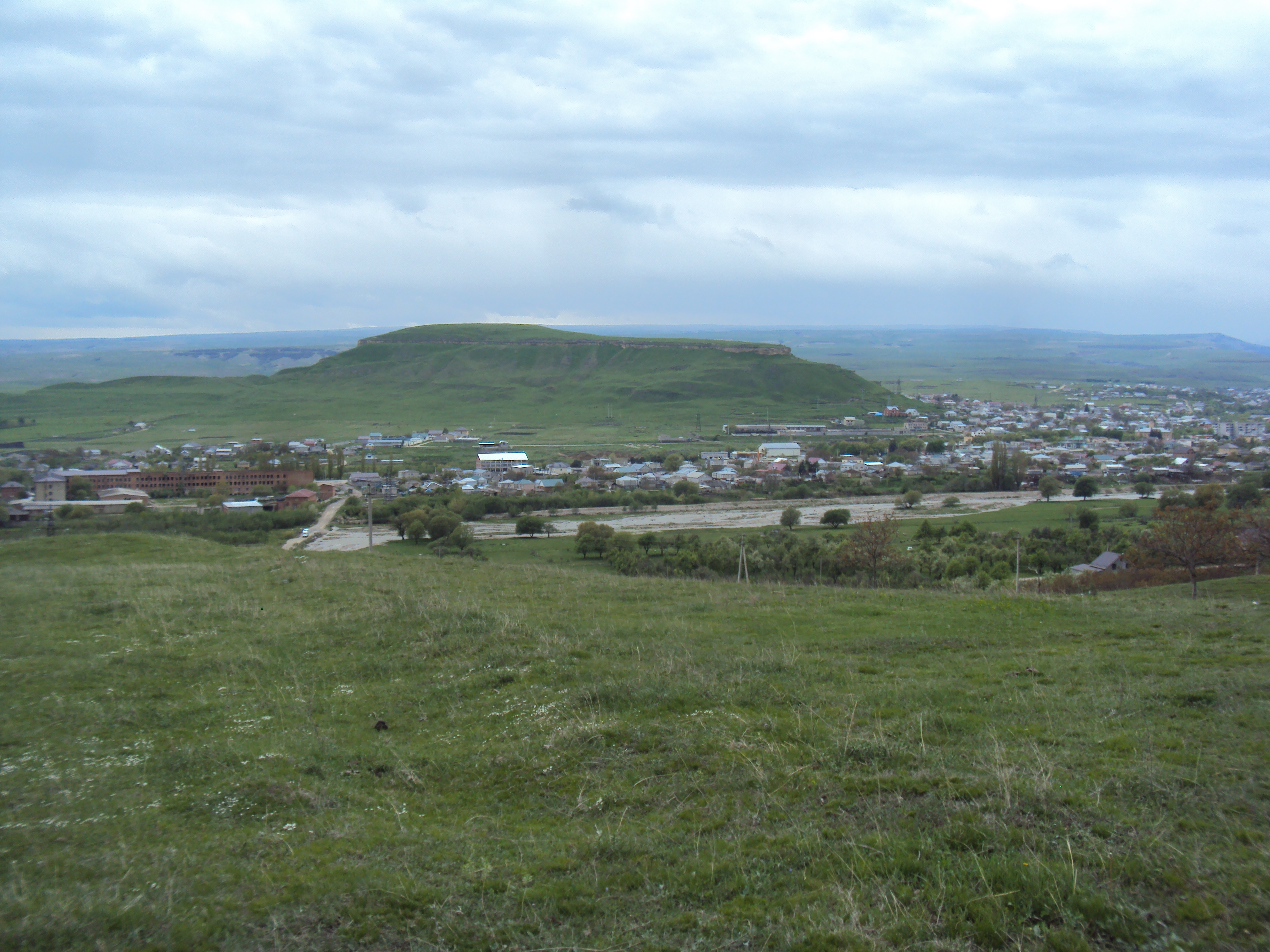
Рим-Гора

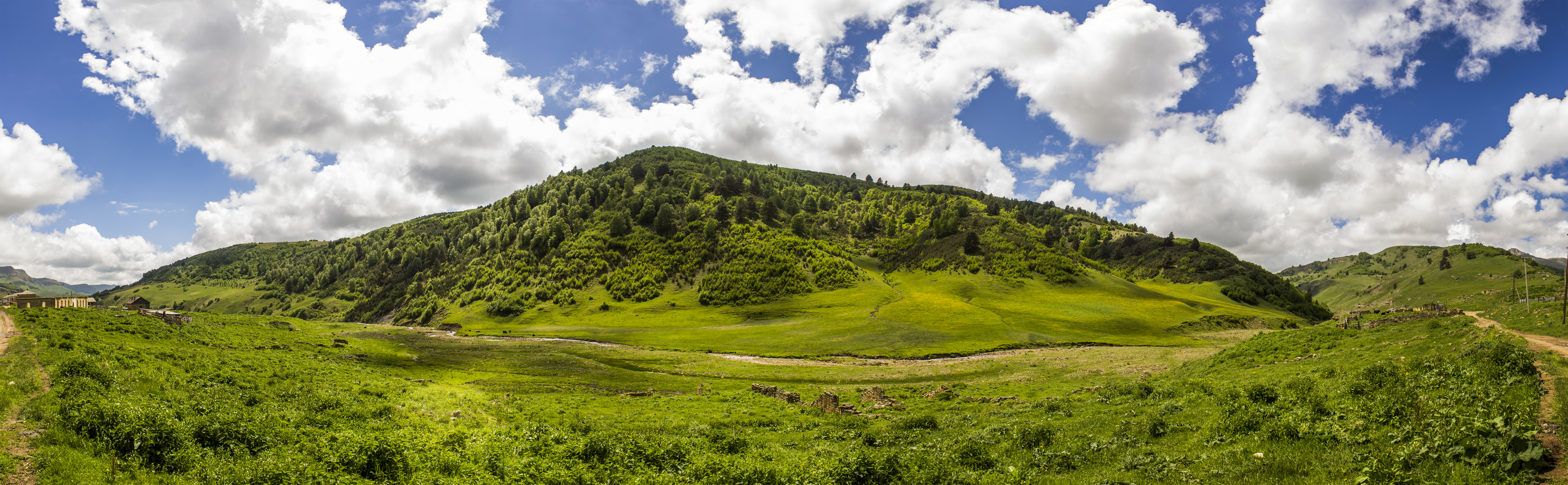
В Хасаутском заказнике

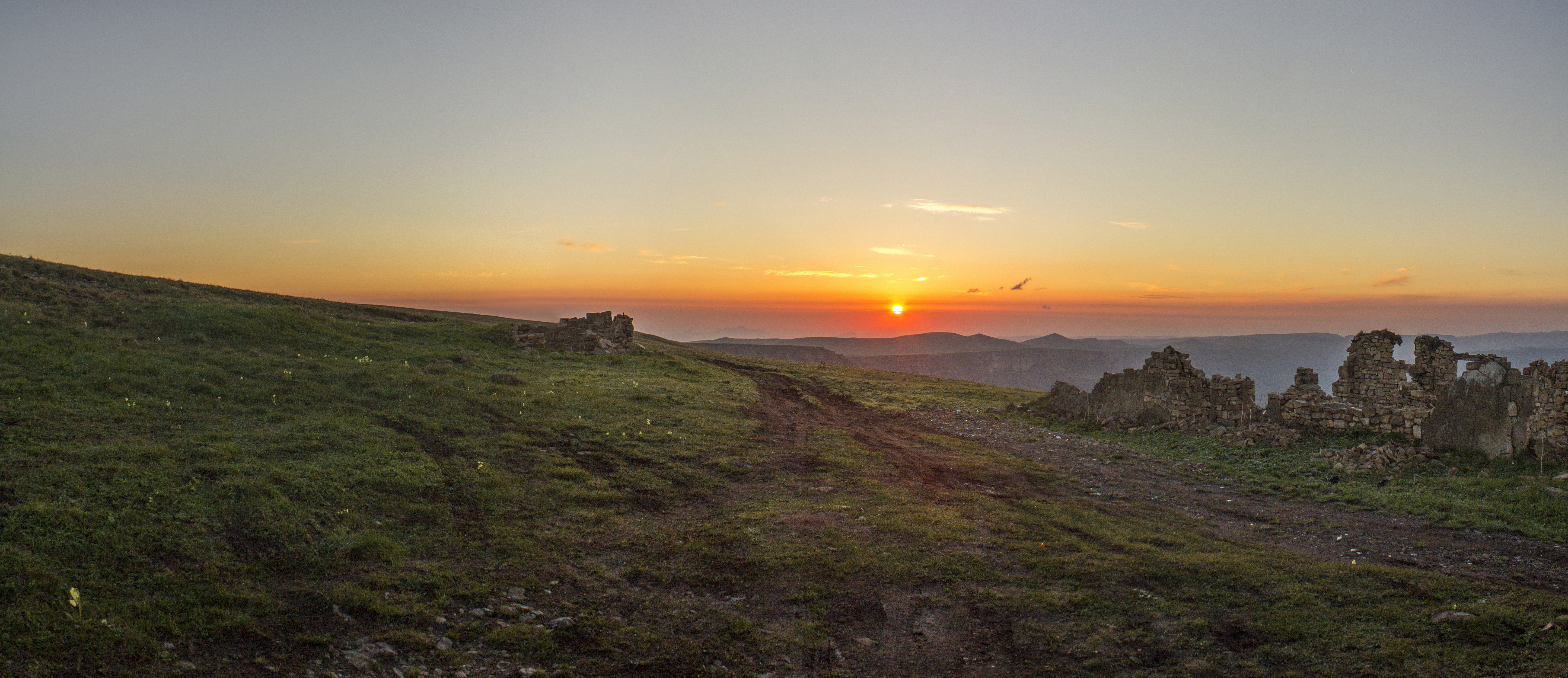
Район горы Большой Бермамыт

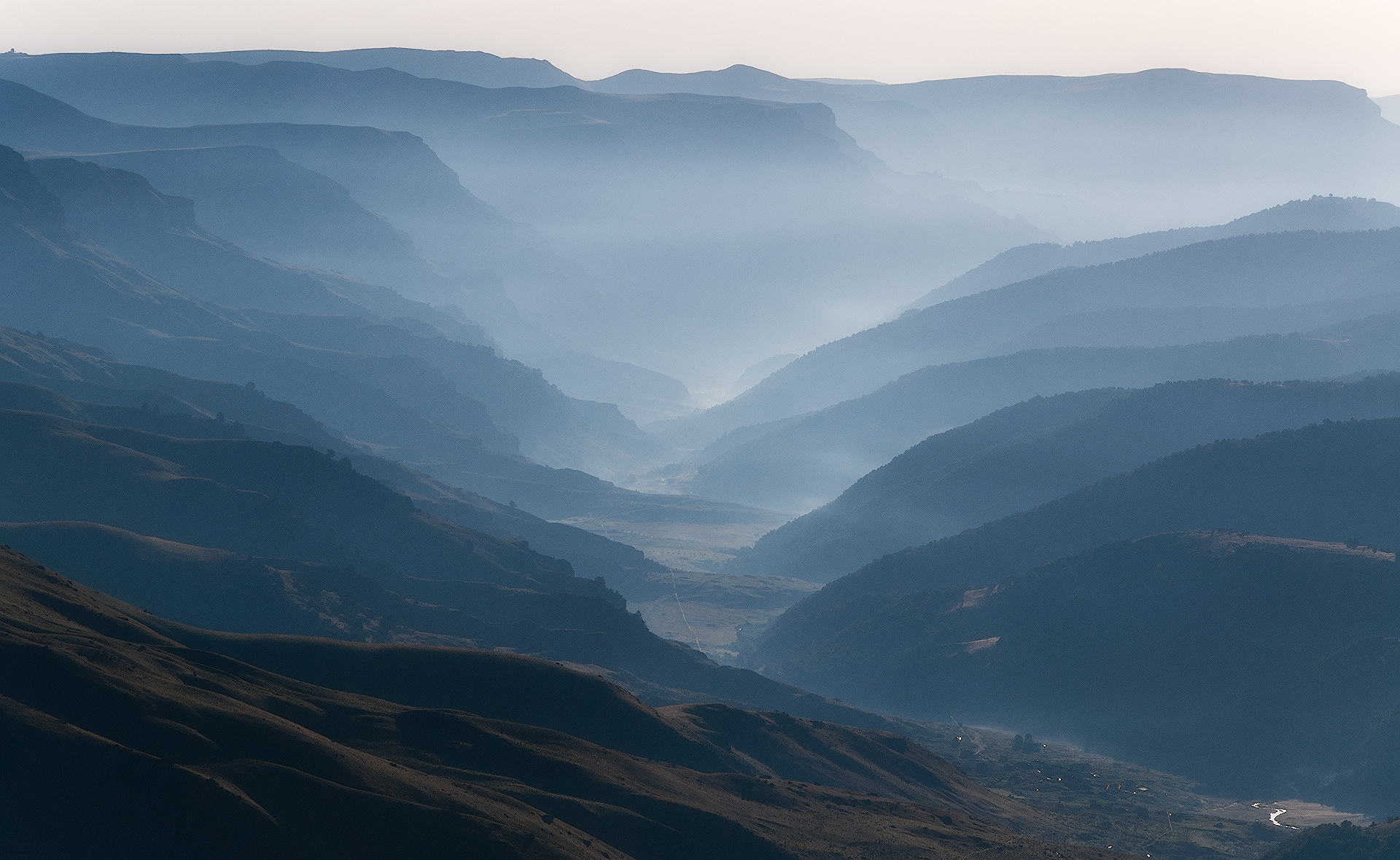
Ущелье реки Хасаут

Площадь района составляет 1291,89 км² (с 2015 года).

## История
К началу XX века территория нынешнего Малокарачаевского района входила в состав Баталпашинского отдела Кубанской области (аул Кумско-Лоовский), Нальчикского округа (селение Хасаутское) и Пятигорского отдела (селение Старо-Абуковское) Терской области.
Малокарачаевский район был впервые образован в 1922 году как Мало-Карачаевский округ вновь образованной Карачаево-Черкесской автономной области. В тот период окружным центром был город Кисловодск, который в сам округ не входил.
30 сентября 1931 года Малокарачаевский округ был преобразован в Малокарачаевский район.
12 октября 1943 года Карачаевская автономная область была упразднена и Малокарачаевский район был передан в подчинение Ставропольскому краю. 6 ноября Малокарачаевский район был переименован в Кисловодский.
В 1957 году, после повторного образования Карачаево-Черкесской автономной области и повторного образования в её составе Малокарачаевского района, центр района переместился в село Учкекен.
1 февраля 1963 года были образованы вместо существующих 6 сельских районов: Адыге-Хабльский (центр аул Адыге-Хабль), Зеленчукский (центр станица Зеленчукская), Карачаевский (центр город Карачаевск), Малокарачаевский (центр село Учкекен), Прикубанский (центр станица Усть-Джегутинская), Хабезский (центр аул Хабез).
12 января 1965 года Президиум Верховного Совета РСФСР постановил:
- образовать Урупский район — центр станица Преградная;
- упразднить Урупский промышленный район Карачаево-Черкесской автономной области;
- Адыге-Хабльский, Зеленчукский, Карачаевский, Малокарачаевский, Прикубанский и Хабезский сельские районы Карачаево-Черкесской автономной области преобразовать в районы.

## Население
| 1970    | 1979    | 1989    | 2002    | 2010    | 2011    | 2012    | 2013    | 2014    |
| ------- | ------- | ------- | ------- | ------- | ------- | ------- | ------- | ------- |
| 32 425  | ↘31 790 | ↗36 860 | ↗39 456 | ↗43 318 | →43 318 | ↗43 524 | ↘43 472 | ↗43 529 |
| 2015    | 2016    | 2017    | 2018    | 2019    | 2020    | 2021    | 2023    | 2024    |
| ↗43 543 | ↘43 470 | ↗43 473 | ↗43 662 | ↘43 520 | ↘43 308 | ↘43 244 | ↘42 803 | ↘42 682 |
| 2025    |         |         |         |         |         |         |         |         |
| ↘42 623 |         |         |         |         |         |         |         |         |

Согласно прогнозу Минэкономразвития России, численность населения будет составлять:
- 2024 год — 42,97 тыс. чел.
- 2035 год — 40,55 тыс. чел.

### Национальный состав
Согласно переписи населения 1959 года, в Малокарачаевском районе Карачаево-Черкесской АО карачаевцы составляли 61 %, русские — 16,2 %, абазины — 16,2 %.
| Народ                 | Численность в 2002 году, чел. | Численность в 2010 году, чел. |
| --------------------- | ----------------------------- | ----------------------------- |
| Карачаевцы            | 33 428 (84,7 %)               | 37 643 (87,49 %)              |
| Абазины               | 3 396 (8,6 %)                 | 3 373 (7,84 %)                |
| Русские               | 1 124 (2,8 %)                 | 939 (2,18 %)                  |
| Кабардинцы            | 334 (0,8 %)                   | 302 (0,70 %)                  |
| Балкарцы              | 159 (0,4 %)                   | 145 (0,34 %)                  |
| Ногайцы               | 137 (0,3 %)                   | 114 (0,26 %)                  |
| Лакцы                 | 72 (0,2 %)                    | 62 (0,14 %)                   |
| Чеченцы               | 230 (0,6 %)                   | 60 (0,14 %)                   |
| Татары                | 96 (0,2 %)                    | 43 (0,10 %)                   |
| Черкесы               | 35 (0,1 %)                    | 40 (0,09 %)                   |
| Узбеки                | 19 (<0,1 %)                   | 37 (0,09 %)                   |
| Аварцы                | 36 (0,1 %)                    | 30 (0,07 %)                   |
| Азербайджанцы         | 34 (0,1 %)                    | 30 (0,07 %)                   |
| Украинцы              | 75 (0,2 %)                    | 27 (0,06 %)                   |
| другие национальности | 281 (0,7 %)                   | 179 (0,42 %)                  |

По итогам переписи населения 2020 года проживали следующие национальности (национальности менее 1 % и другое, см. в сноске к строке «Другие»):
| Национальность | Численность, чел. | Доля     |
| -------------- | ----------------- | -------- |
| Карачаевцы     | 37 726            | 87,24 %  |
| Абазины        | 3534              | 8,17 %   |
| Русские        | 841               | 1,94 %   |
| Другие         | 1143              | 2,65 %   |
| Итого          | 43 244            | 100,00 % |

## Муниципальное устройство
В Малокарачаевский муниципальный район входят 10 муниципальных образований со статусом сельского поселения: 
| №  | Сельское поселение | Административный центр | Количество населённых пунктов | Население (чел.) | Площадь (км²) |
| -- | ------------------ | ---------------------- | ----------------------------- | ---------------- | ------------- |
| 1  | Джагинское         | село Джага             | 1                             | ↘2361            | 154,41        |
| 2  | Кичи-Балыкское     | село Кичи-Балык        | 2                             | ↗730             | 233,84        |
| 3  | Красновосточное    | село Красный Восток    | 1                             | ↘3821            | 81,71         |
| 4  | Краснокурганское   | село Красный Курган    | 3                             | ↗4049            | 149,95        |
| 5  | Кызыл-Покунское    | аул Кызыл-Покун        | 1                             | ↘944             | 60,75         |
| 6  | Первомайское       | село Первомайское      | 1                             | ↘6444            | 166,14        |
| 7  | Римгорское         | село Римгорское        | 1                             | →1622            | 34,13         |
| 8  | Терезинское        | село Терезе            | 1                             | ↘6462            | 182,13        |
| 9  | Учкекенское        | село Учкекен           | 2                             | ↗15 783          | 338,64        |
| 10 | Элькушское         | село Элькуш            | 1                             | ↘600             | 9,93          |

## Населённые пункты
В Малокарачаевском районе 14 сельских населённых пунктов. 
| №  | Населённый пункт | Тип     | Население | Сельское поселение |
| -- | ---------------- | ------- | --------- | ------------------ |
| 1  | Аксу             | посёлок | ↘0        | Краснокурганское   |
| 2  | Водовод          | посёлок | →0        | Учкекенское        |
| 3  | Джага            | село    | ↘2308     | Джагинское         |
| 4  | Кичи-Балык       | село    | ↗676      | Кичи-Балыкское     |
| 5  | Коммунстрой      | посёлок | ↘74       | Краснокурганское   |
| 6  | Красный Восток   | село    | ↘3736     | Красновосточное    |
| 7  | Красный Курган   | село    | ↗4029     | Краснокурганское   |
| 8  | Кызыл-Покун      | аул     | ↘944      | Кызыл-Покунское    |
| 9  | Первомайское     | село    | ↘6399     | Первомайское       |
| 10 | Римгорское       | село    | →1622     | Римгорское         |
| 11 | Терезе           | село    | ↘6462     | Терезинское        |
| 12 | Учкекен          | село    | ↗15 783   | Учкекенское        |
| 13 | Хасаут           | село    | ↘53       | Кичи-Балыкское     |
| 14 | Элькуш           | село    | ↘590      | Элькушское         |

## Достопримечательности
На территории района находится много природных туристических достопримечательностей. Среди них:
- Минеральные источники в долинах рек Кичмалка, Хасаут и Мушта;
- Медовые водопады;
- Рим-Гора;
- Хасаутский заказник: верховья рек Подкумок, Эшкакон и Хасаут, район гор Большой и Малый Бермамыт.

## Побратимские связи
- Унцукульский район, Дагестан, Россия[39].

## Комментарии
1. ↑  Только указавшие национальность. Число не указавших национальную принадлежность по району — 294 человека. Процент рассчитан от числа указавших национальность, а не от общей численности населения района.